# Milt Jackson
Milton "Milt" "Bags" Jackson (1. januar 1923 i Detroit, Michigan – 9. oktober 1999 i New York USA) var en amerikansk jazz-vibrafonist.
Jackson er nok mest kendt for sit lange virke i Modern Jazz Quartet, men han har også lavet plader i eget navn, og spillet med Dizzy Gillespie, Thelonius Monk, Charlie Parker, Miles Davis, Ray Brown, Oscar Peterson, Woody Herman og Wes Montgomery.